# Shin Hakkenden
Новый Хаккэндэн (神八剣伝?, Shin Hakkenden) — японский аниме-сериал, созданный на основе японского романа «Сатоми и восемь псов» (у которого есть также более ранняя OVA адаптация — The Hakkenden). Однако действие данного сериала происходит в далёком будущем.. 26 серий транслировались по телеканалу TV Tokyo с 3 апреля по 25 сентября 1999 года.

## Сюжет
В ближайшем будущем человечество вынуждено бежать из Земли из-за быстрого приближения огромной кометы. После этого выжившие люди скитались на кораблях в космическом пространстве почти 3000 лет, пока не обнаружили новую планету с благоприятными условиями для жизни, под названием «Небеса». На этой планете правит сотая королева-хранитель, которая ранее уже предсказала прибытие землян на планету и объявила, что Небеса отныне становятся новым домом для землян. Однако это нарушает баланс на планете и хранительницу начинают презирать за решение, жёстко осуждать и даже поднимать против неё мятеж, а позже изгоняют на восьмую луну планеты Небес. Уровень качества жизни и технологий гораздо превышает уровень землян, но миру на планете грозит исчезновение из-за заговора со стороны кланов — Юара, Нэд и Миги, которые решили объединить свои силы, чтобы завоевать планету и стать новыми властителями.
Главному герою по имени Кори достаётся меч — Мурасамэ, выкованный отцом, прежде чем он был убит. В меч встроен красный магический камень, который способен превращать Кори в непобедимого воина. Однако в эти моменты разум главного героя тоже меняется и он становится абсолютно беспощадным, придя в себя он сильно страдает, от того, что убил других. Позже Кури встречается с Кудзё — собакой-андроидом, у которого в челюсти тоже заключён магический камень. Так они вместе начинают дальнее путешествие по восьми лунам «Небес» в поисках пропавшей матери Кори. Позже главный герой знакомится с новыми героями, например с Нолой, циничной девушкой которая научилась воспринимать мир жестоким и полным насилия из-за детской травмы. Но Кори предстоит открыть своё доброе сердце, переубедить девушку и заставить понять значение лояльности и любви.

## Роли озвучивали
- Масами Судзуки — Ко
- Сихо Кикути — Рути
- Рика Комацу — Нобуру
- Наоки Тацута — Тюдзи
- Ю Асакава — Рэй
- Томохиро Нисимура — Гё
- Тосиюки Морикава — Дзинрай
- Такэхито Коясу — Кай
- Рётаро Окиаю — Томока
- Акира Накагава — Рё
- Кадзухиро Наката — Касия
- Мами Кингэцу — Аяси
- Масато Хирано — Аори
- Хисако Кёда — Ванамуси
- Норихиса Мори — Тай
- Норико Намики — Чаппи
- Такаси Нагасако — Гокумон
- Юми Тома — Фусэ
- Риэ Танака — Мать Рё